# Xã Rush Lake, Quận Pierce, Bắc Dakota
Xã Rush Lake (tiếng Anh: Rush Lake Township) là một xã thuộc quận Pierce, tiểu bang Bắc Dakota, Hoa Kỳ. Năm 2010, dân số của xã này là 40 người.